# Élections législatives de 1986 dans le Calvados
Les élections législatives françaises de 1986 ont lieu le 16 mars 1986. Dans le département du Calvados, six députés sont à élire dans le cadre d'un scrutin proportionnel par liste départementale à un seul tour.

## Élus
| Député élu           |  | Parti    |
| -------------------- |  | -------- |
| Michel d'Ornano      |  | UDF (PR) |
| André Fanton         |  | RPR      |
| Francis Saint-Ellier |  | UDF (PR) |
| Louis Mexandeau      |  | PS       |
| Yvette Roudy         |  | PS       |
| André Ledran         |  | PS       |

## Résultats

### Résultats à l'échelle du département
| Liste Parti politique | Liste Parti politique                                                                                       | Tête de liste        | Tour unique | Tour unique | Sièges |
| Liste Parti politique | Liste Parti politique                                                                                       | Tête de liste        | Voix        | %           | Sièges |
| --------------------- | --- | -------------------- | ----------- | ----------- | ------ |
|                       | Union de l'opposition Union pour la démocratie française (RPR - CNIP)                                       | Michel d'Ornano      | 139 871     | 46,48       | 3      |
|                       | Pour une France de progrès avec le président de la République Parti socialiste (MRG - UCR)                  | Louis Mexandeau      | 105 488     | 35,05       | 3      |
|                       | Rassemblement national Front national                                                                       | Bruno de Neyrieu     | 20 619      | 6,85        | 0      |
|                       | Liste présentée par le Parti communiste français Parti communiste français                                  | Marc Bellet          | 20 321      | 6,75        | 0      |
|                       | Avec Les Verts Les Verts                                                                                    | Patrick Viot         | 9 080       | 3,02        | 0      |
|                       | Liste du Mouvement pour un parti des travailleurs Extrême gauche (Mouvement pour un parti des travailleurs) | Annie Constant       | 2 467       | 0,82        | 0      |
|                       | Initiative 86 - Entreprendre et réussir la France de l'an 2000 Sans étiquette                               | Jean-Claude Cherrier | 2 084       | 0,69        | 0      |
|                       | Liste de la Ligue communiste révolutionnaire Ligue communiste révolutionnaire                               | Nicolas Béniès       | 993         | 0,33        | 0      |
|                       | |                      |             |             |        |
| Inscrits              | Inscrits | Inscrits             | 407 430     | 100,00      | 6      |
| Abstentions           | Abstentions                                                                                                 | Abstentions          | 91 083      | 22,35       |        |
| Votants               | Votants | Votants              | 316 347     | 77,64       |        |
| Blancs et nuls        | Blancs et nuls                                                                                              | Blancs et nuls       | 15 422      | 4,87        |        |
| Exprimés              | Exprimés | Exprimés             | 300 925     | 95,12       |        |

### Listes complètes en présence
| Liste Étiquette politique (partis et alliances) | Liste Étiquette politique (partis et alliances)                                            | Candidats (et remplaçants éventuels) |
| ----------------------------------------------- | ------------------------------------------------------------------------------------------ | --- |
|                                                 | Union de l'opposition Union de la droite (UDF - RPR - CNIP)                                | 1. Michel d'Ornano (UDF-PR) 2. André Fanton (RPR) 3. Francis Saint-Ellier (UDF-PR) 4. François d'Harcourt 5. Jacques Porcq 6. Marcel Restout ————————————7. Brigitte Le Brethon 8. René Garrec |
|                                                 | Pour une France de progrès avec le président de la République Parti socialiste (MRG - UCR) | 1. Louis Mexandeau 2. Yvette Roudy 3. André Ledran 4. Serge Lézement 5. Philippe Vacher 6. Jacques Legardinier ————————————7. Anne-Marie Renault 8. Daniel Lécluse                             |
|                                                 | Rassemblement national Front national                                                      | 1. Bruno de Neyrieu 2. Marcel-Antoine Peuch 3. Philippe Chapron 4. Louis Beaunieux 5. Isabelle Godet 6. Jacques Derénemesnil ————————————7. Emmanuel Pipon 8. Léon Pillet                      |
|                                                 | Liste présentée par le Parti communiste français Parti communiste français                 | 1. Marc Bellet 2. Jane Tillard 3. Francis Giffard 4. Louis-Daniel Gourmelen 5. Jean-Louis Fouque 6. Marie-Paule Guillot ————————————7. Jean-Philippe Decroux 8. Rémi Besselièvre               |
|                                                 | Avec Les Verts Les Verts                                                                   | 1. Patrick Viot 2. Yves Le Naour 3. Henri Desbenoit 4. Catherine Boust 5. Jean-François Liabeuf 6. Marc Ricois ————————————7. Annie Fettu 8. Gérard Lagrandie                                  |
|                                                 | Liste du Mouvement pour un parti des travailleurs Mouvement pour un parti des travailleurs | 1. Annie Constant 2. Daniel Martin 3. Alain Moutel 4. René Lelarge 5. Jean-Claude Desloges 6. Patrick Champenois ————————————7. Jean-Pierre Cousin 8. Jean-Paul Ducandas                       |
|                                                 | Initiative 86 - Entreprendre et réussir la France de l'an 2000 Sans étiquette              | 1. Jean-Claude Cherrier 2. Christian Mahieu 3. Catherine Mary 4. Nicolas Ritz 5. Agnès Mériglier 6. Chantal Champain ————————————7. Corine Saint-Léger 8. Yvonne Ledoux                        |
|                                                 | Liste de la Ligue communiste révolutionnaire Ligue communiste révolutionnaire              | 1. Nicolas Béniès 2. Marie-Dominique Frigout 3. Luc Dardenne 4. Jean-Pierre Richard 5. Laurence Lapie 6. Raymond Debord ————————————7. Jean-Marc Brien 8. Jean Alain Estieux                   |